# Heathen Chemistry
Heathen Chemistry è il quinto album in studio del gruppo musicale britannico Oasis, pubblicato il 1º luglio 2002.

## Descrizione
L'album fu registrato tra il 2001 ed i primi mesi del 2002 e fu il primo del gruppo ad essere registrato con i nuovi membri, il bassista Andy Bell ed il chitarrista ritmico Gem Archer. Questi ultimi contribuirono alla composizione dell'album con un pezzo ciascuno, mentre Liam Gallagher ne compose tre. Il resto del disco è opera di Noel Gallagher. Il quinto album della band segna, quindi, una svolta: anche gli altri componenti della band contribuiscono alla composizione dei brani, mentre prima il compito spettava al solo Noel Gallagher (fa eccezione Little James di Standing on the Shoulder of Giants, scritta da Liam). Anche per Don't Believe the Truth del 2005 Noel avrebbe composto solo la metà dei brani presenti nell'album.
Heathen Chemistry fu accolto in maniera più calorosa dei due precedenti lavori, sia dai fan che dalla critica. Da questo lavoro vennero estratti quattro singoli: The Hindu Times, sesto singolo degli Oasis a raggiungere la prima posizione delle classifiche inglesi, Stop Crying Your Heart Out, canzone resa famosa soprattutto perché trasmessa dalla BBC quando la nazionale inglese di calcio non riuscì a qualificarsi per la fase finale della Coppa del Mondo, il doppio singolo, cantato da Noel, Little by Little / She Is Love, e Songbird, breve pezzo scritto da Liam, primo singolo del gruppo che non vede Noel come autore.
L'album fu anche l'ultimo per lo storico batterista della band Alan White, che lasciò il gruppo all'inizio del 2004. White sarebbe stato rimpiazzato da Zak Starkey, figlio di Ringo Starr.
La pubblicazione dell'album fu eclissata dalla sua presenza su Internet circa tre mesi prima della data di uscita ufficiale. L'album ha venduto più di 5 milioni di copie nel mondo.

## Tracce
1. The Hindu Times – 3:46 (Noel Gallagher)
2. Force of Nature – 4:51 (Noel Gallagher)
3. Hung in a Bad Place – 3:30 (Gem Archer)
4. Stop Crying Your Heart Out – 5:03 (Noel Gallagher)
5. Songbird – 2:07 (Liam Gallagher)
6. Little by Little – 4:53 (Noel Gallagher)
7. A Quick Peep – 1:17 (Andy Bell)
8. (Probably) All in the Mind – 4:02 (Noel Gallagher)
9. She Is Love – 3:10 (Noel Gallagher)
10. Born on a Different Cloud – 6:10 (Liam Gallagher)
11. Better Man – 38:04 (Liam Gallagher)

Durata totale: 76:53
Il brano "Better Man" dura in realtà 4:20. Dopo circa 29 minuti di silenzio (4:20 - 33:14), inizia la traccia fantasma "The Cage [Oasis The Best Fuck The Rest]" (33:14 - 38:04).
Nella versione giapponese e in quella digitale, "Better Man" e "The Cage" risultano essere due brani separati, mentre la pausa di silenzio è assente. Sempre in queste due versioni, compare anche la bonus track "(You've Got) the Heart of a Star" (5:24).

## Formazione
- Liam Gallagher – voce, cori, chitarra (5)
- Noel Gallagher – chitarra, cori, voce (2, 6, 9), tastiera, batteria (11)
- Gem Archer – chitarra, tastiera, pianoforte (4)
- Andy Bell – basso
- Alan White – batteria e percussioni

Altri musicisti
- Paul Stacey – mellotron (1), piano (2, 3, 11,), organo (6)
- Mike Rowe – piano (4, 10) organo (8, 9, 10),
- Johnny Marr – chitarra (8, 11), slide guitar (10), cori (11)
- London Philharmonic Orchestra – archi (4)

## Classifiche
| Classifica (2002) | Posizione massima |
| ----------------- | ----------------- |
| Australia         | 4                 |
| Austria           | 4                 |
| Belgio (Fiandre)  | 25                |
| Belgio (Vallonia) | 8                 |
| Canada            | 5                 |
| Danimarca         | 8                 |
| Finlandia         | 5                 |
| Francia           | 8                 |
| Germania          | 4                 |
| Giappone          | 3                 |
| Irlanda           | 1                 |
| Italia            | 2                 |
| Norvegia          | 3                 |
| Nuova Zelanda     | 16                |
| Paesi Bassi       | 32                |
| Regno Unito       | 1                 |
| Spagna            | 12                |
| Stati Uniti       | 23                |
| Svezia            | 2                 |
| Svizzera          | 1                 |